# Biologischer Gartenbau

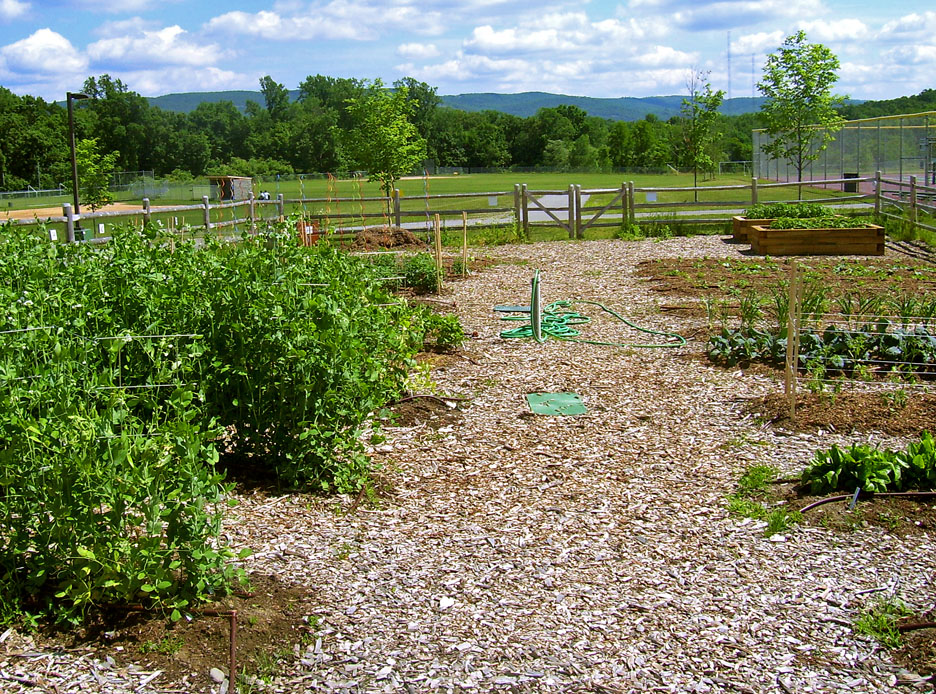
Ein Bio-Garten auf dem Schulgelände

Biologischer Gartenbau ist die Wissenschaft und Kunst des Anbaus von Obst, Gemüse, Blumen oder Zierpflanzen nach den wesentlichen Prinzipien der ökologischen Landwirtschaft bei der Bodenbildung und -konservierung, Schädlingsbekämpfung und den Erhalt alter Pflanzenvarietäten.
Die lateinischen Wörter hortus (Garten) und cultura (Kultur) bilden zusammen Hortikultur (Gartenbau), klassisch definiert als die Kultur oder der Anbau von Gartenpflanzen. "Gartenbau" wird manchmal auch einfach als "Landwirtschaft ohne Pflug" definiert. Anstelle des Pfluges bedient sich der Gartenbau der menschlichen Arbeit und der Handwerkzeuge des Gärtners, obwohl einige kleine Werkzeugmaschinen wie die Bodenfräsen heute häufig eingesetzt werden.

## Allgemeines
Mulch, Deckfrucht, Kompost, Gülle, Wurmkompost und Mineralstoffzusätze sind bodenbildende Grundpfeiler, die diese Art der Landwirtschaft von ihrem kommerziellen Pendant unterscheiden. Durch die Aufmerksamkeit für einen guten, gesunden Bodenzustand, wird erwartet, dass Insekten-, Pilz- oder andere Probleme, die manchmal Pflanzen plagen, minimiert werden können. Allerdings werden Pheromonfallen, Insektizidseifen Sprays und andere Schädlingsbekämpfungsmethoden, die Biobauern zur Verfügung stehen auch von Biogärtnern verwendet.
Der Gartenbau umfasst fünf Fachgebiete. Diese Bereiche sind Zierpflanzenbau (beinhaltet Produktion und Vermarktung von Blumenkulturen), Landschaftsgartenbau (umfasst Produktion, Vermarktung und Pflege von Landschaftspflanzen), Gemüsebau (beinhaltet Produktion und Vermarktung von Gemüse), Pomologie (beinhaltet die Produktion und Vermarktung von Früchten) und Baumpflege (beinhaltet die Erhaltung der Qualität und die Vermeidung von Verderb von Gartenbaukulturen). All dies kann und wird nach den Prinzipien des ökologischen Landbaus betrieben.
Der biologische Gartenbau (oder die biologische Gartenarbeit) basiert auf Wissen und Techniken, die über Jahrtausende gesammelt wurden. Im Allgemeinen beinhaltet der biologische Gartenbau natürliche Prozesse, die oft über einen längeren Zeitraum stattfinden, und einen nachhaltigen, ganzheitlichen Ansatz – während der chemiebasierte Gartenbau auf unmittelbare, isolierte Effekte und reduktionistische Strategien setzt.

## Biologische Gartensysteme
Es gibt eine Reihe von Formen organischen Garten- und Anbausystemen, die spezifische Techniken vorschreiben. Sie sind in der Regel spezifischer als die allgemeinen Bio-Standards und passen zu diesen. Waldgärtnerei, ein vollständig biologisches Nahrungsmittelproduktionssystem, das aus der Frühgeschichte stammt, gilt als das älteste und widerstandsfähigste Agrarökosystem der Welt.
Biodynamische Landwirtschaft ist ein Ansatz, der auf den esoterischen Lehren von Rudolf Steiner basiert. Der japanische Landwirt und Schriftsteller Masanobu Fukuoka erfand ein Direktsaatsystem für die kleinräumige Getreideproduktion, das er Natural Farming nannte. Französisch Intensiv-Gartenbau und biointensive Anbaumethoden und SPIN Farming (S'mall Plot IN'tensive) sind alle kleine Gartentechniken. Diese Techniken wurden in den 1930er Jahren von Alan Chadwick in die Vereinigten Staaten gebracht. Ein Garten ist mehr als nur ein Mittel, um Nahrung bereitzustellen, er ist ein Modell dessen, was in einer Gemeinschaft möglich ist – jeder könnte einen Garten irgendeiner Art haben (Container, Anbaubox, Hochbett) und gesunde, nahrhafte Bio-Lebensmittel produzieren, einen Bauernmarkt, einen Ort, an dem man Gartenerfahrung weitergeben kann, und einen Austausch von Bounty, der eine nachhaltigere Lebensweise fördert, die seine lokale Wirtschaft fördern würde. Ein einfacher 4' × 8' (32 Quadratfuß) Hochbeetgarten, der auf den Prinzipien der bio-intensiven Bepflanzung und der square foot gardening-Gärtnerei basiert, verbraucht weniger Nährstoffe und weniger Wasser und könnte eine Familie oder Gemeinschaft mit einer Fülle von gesundem, nahrhaftem Bio-Gemüse versorgen und gleichzeitig eine nachhaltigere Lebensweise fördern.
Der biologische Gartenbau ist so konzipiert, dass er mit den Ökosystemen arbeitet und das natürliche Gleichgewicht der Erde minimal stört. Aus diesem Grund haben sich die Biobauern für Methoden der reduzierten Bodenbearbeitung interessiert. Die konventionelle Landwirtschaft verwendet mechanische Bodenbearbeitung, was Pflügen oder Säen ist, was die Umwelt in Mitleidenschaft zieht. Die Auswirkungen der Bodenbearbeitung im ökologischen Landbau sind viel weniger problematisch. Das Pflügen beschleunigt die Erosion, da der Boden über einen längeren Zeitraum von Pflanzen unbedeckt bleibt und bei geringem Gehalt an organischer Substanz die strukturelle Stabilität des Bodens abnimmt. Biobauern verwenden Techniken wie Mulchen, Anpflanzen von Deck- und Zwischenfrüchten, um den größten Teil des Jahres eine Bodenbedeckung zu erhalten. Die Verwendung von Kompost, Mistmulch und andere organischen Düngemitteln führt zu einem höheren organischen Gehalt an Böden in ökologischen Betrieben und trägt dazu bei, Bodenabbau und Erosion zu begrenzen.
Andere Methoden wie Kompostierung oder Wurmkompostierung können auch zur Ergänzung eines bestehenden Gartens eingesetzt werden. Diese Praktiken sind Möglichkeiten, organische Stoffe in einige der besten organischen Düngemittel und Bodenverbesserer zu recyceln. Wurmkompost ist besonders einfach. Das Nebenprodukt ist auch eine ausgezeichnete Nährstoffquelle für einen organischen Garten.

## Konzepte zur Schädlingskontrolle
Unterschiedliche Ansätze zur Schädlingsbekämpfung sind ebenso bemerkenswert. Im chemischen Gartenbau kann ein bestimmtes Insektizid eingesetzt werden, um einen bestimmten Insektenschädling schnell abzutöten. Chemische Kontrollen können die Schädlingspopulationen kurzfristig drastisch reduzieren, doch durch das unvermeidliche Töten (oder Verhungern) von natürlichen Kontrollinsekten und -tieren führen sie langfristig zu einem Anstieg der Schädlingspopulation und schaffen so ein immer größer werdendes Problem. Die wiederholte Verwendung von Insektiziden und Herbiziden fördert auch die schnelle natürliche Auswahl resistenter Insekten, Pflanzen und anderer Organismen, was eine verstärkte Verwendung erfordert oder neue, wirksamere Kontrollen erfordert.
Im Gegensatz dazu toleriert der biologische Gartenbau bei langfristiger Betrachtung einige Schädlingspopulationen. Die organische Schädlingsbekämpfung erfordert ein gründliches Verständnis der Lebenszyklen und Wechselwirkungen von Schädlingen und beinhaltet die kumulative Wirkung vieler Techniken, einschließlich:
- Ermöglicht ein akzeptables Maß an Schädlingsbefall
- Ermutigung von räuberischen Nutzinsekten, sich zu entwickeln und Schädlinge zu fressen
- Fördern von nützlichen Mikroorganismen
- Sorgfältige Pflanzenauswahl, Auswahl krankheitsresistenter Sorten
- Pflanzung von Begleitkulturen, die Schädlinge abschrecken oder ablenken
- Verwendung von Reihenabdeckungen zum Schutz von Kulturpflanzen während der Schädlingsmigrationsperioden
- Rotierende Kulturen an verschiedenen Orten von Jahr zu Jahr, um die Reproduktionszyklen von Schädlingen zu unterbrechen
- Verwendung von Insektenfallen zur Überwachung und Kontrolle von Insektenpopulationen

Jede dieser Techniken bietet auch andere Vorteile, wie Bodenschutz und -verbesserung, Düngung, Bestäubung, Wasserschutz und Saisonverlängerung. Diese Vorteile sind sowohl komplementär als auch kumulativ im Gesamteffekt auf die Gesundheit des Standorts. Organische Schädlingsbekämpfung und integrierter Schädlingsbekämpfung können als Teil von integriertem Pflanzenschutz verwendet werden. Integrierter Pflanzenschutz kann jedoch die Verwendung von chemischen Pestiziden beinhalten, die nicht Teil organischer oder biologischer Techniken sind.

## Auswirkungen auf die globale Nahrungsmittelversorgung
Eine Kontroverse im Zusammenhang mit der ökologischen Lebensmittelproduktion ist die Frage der Menge der pro Hektar produzierten Lebensmittel. Selbst mit guten ökologischen Praktiken kann der biologische Landbau je nach Kulturpflanze fünf bis fünfundzwanzig Prozent weniger produktiv sein als der konventionelle Landbau.
Ein Großteil des Produktivitätsvorteils der konventionellen Landwirtschaft ist mit dem Einsatz von Stickstoffdüngemitteln verbunden. Der Einsatz und insbesondere die Überbeanspruchung von Stickstoffdüngemitteln hat jedoch negative Auswirkungen wie Stickstoffabfluss, der die natürliche Wasserversorgung schädigt und die globale Erwärmung verstärkt.
Biologische Methoden haben weitere Vorteile, wie z. B. gesündere Böden, die den biologischen Landbau widerstandsfähiger und damit zuverlässiger bei der Herstellung von Lebensmitteln machen können, angesichts von Herausforderungen wie dem Klimawandel.
Auch der Welthunger ist nicht in erster Linie eine Frage der landwirtschaftlichen Erträge, sondern deren Verteilung und des Abfalls.